# The Alan Parsons Project Anthology
The Alan Parsons Project Anthology è una raccolta del gruppo progressive rock britannico The Alan Parsons Project, pubblicato nel 1991 e nel 2002 dalla Arista Records.

## Anthology 1991

### Descrizione
Tutti i brani del The Alan Parsons Project, fondato nel 1975 da Alan Parsons e Eric Woolfson, sono ordinati cronologicamente, dal 1977 al 1987. Essendo la raccolta immediatamente successiva a The Instrumental Works del 1988, per evitare di avere troppi brani in comune, si inserirono solo due brani strumentali Genesis Ch.1 V.32 ed Hyper Gamma Spaces. Questa decisione rese Anthology meno appetibile, nonostante abbia comunque avuto un buon risultato in termini di vendite.
La quantità di brani estratti da ogni album è la seguente:
- 2 da I Robot del 1977
- 1 da Pyramid del 1978
- 2 da Eve del 1979
- 3 da The Turn of a Friendly Card del 1980
- 2 da Eye in the Sky del 1982
- 2 da Ammonia Avenue del 1984
- 1 da Vulture Culture del 1985
- 1 da Stereotomy del 1986
- 1 da Gaudi del 1987

### Tracce[1]
Testi e musiche di Eric Woolfson e Alan Parsons; edizioni musicali Arista Records.
1. Genesis Ch.1 V.32 (I Robot - 1977) – 3:17 – Strumentale
2. I Wouldn't Want To Be Like You (I Robot - 1977) – 3:20 – Voce: Lenny Zakatek
3. Hyper Gamma Spaces (Pyramid - 1978) – 4:21 – Strumentale
4. You Won't Be There (Eve - 1979) – 3:42 – Voce: Dave Townsend
5. Damned If I Do (Eve - 1979) – 3:35 – Voce: Lenny Zakatek
6. Turn Of A Friendly Card Part 1 (The Turn of a Friendly Card - 1980) – 2:39 – Voce: Chris Rainbow
7. Games People Play (The Turn of a Friendly Card - 1980) – 4:23 – Voce: Lenny Zakatek
8. Time (The Turn of a Friendly Card - 1980) – 5:14 – Voce: Eric Woolfson
9. Eye in the Sky (Eye in the Sky - 1982) – 4:37 – Voce: Eric Woolfson
10. Old and Wise (Eye in the Sky - 1982) – 4:54 – Voce: Colin Blunstone
11. Prime Time (Ammonia Avenue - 1984) – 5:01 – Voce: Eric Woolfson
12. Don't Answer Me (Ammonia Avenue - 1984) – 4:09 – Voce: Eric Woolfson
13. The Same Old Sun (Vulture Culture - 1985) – 5:24 – Voce: Eric Woolfson
14. Limelight (Stereotomy - 1986) – 4:37 – Voce: Gary Brooker
15. La Sagrada Familia (Gaudi - 1987) – 8:45 – Voce principale: John Miles • Cori: Eric Woolfson e Chris Rainbow

Durata totale: 67:58

## Anthology 2002

### Descrizione
Nel 2002 la BMG e l'assorbita Arista Records pubblicano una nuova raccolta, con 17 tracce, denominata Anthology. Per il nuovo album viene curata maggiormente la selezione dei brani includendo molte più strumentali, ben dieci, rispetto alla versione del 1991 che ne aveva incluse solamente due. Anche per questa edizione viene rispettata la sequenza cronologica delle tracce.
Per un errore di stampa sul cd, nel booklet e sul retro della custodia del cd il brano Paseo de Gracia viene riportato erroneamente come Paseo de Garcia.
La quantità di brani estratti da ogni album è la seguente:
- 2 da I Robot del 1977
- 3 da Pyramid del 1978
- 1 da Eve del 1979
- 1 da The Turn of a Friendly Card del 1980
- 2 da Eye in the Sky del 1982
- 3 da Ammonia Avenue del 1984
- 2 da Vulture Culture del 1985
- 2 da Stereotomy del 1986
- 1 da Gaudi del 1987

### Tracce[3]
Testi e musiche di Eric Woolfson e Alan Parsons; edizioni musicali Arista Records.
1. I Robot (I Robot - 1977) – 6:02 – Strumentale
2. I Wouldn't Want To Be Like You (I Robot - 1977) – 3:22 – Voce: Lenny Zakatek
3. Voyager (Pyramid - 1978) – 2:24 – Strumentale
4. What Goes Up Must Come Down (Pyramid - 1978) – 3:31 – Voce: David Paton, Colin Blunstone e Dean Ford
5. Hyper Gamma Spaces (Pyramid - 1978) – 4:19 – Strumentale
6. Lucifer (Eve - 1979) – 5:08 – Strumentale
7. The Gold Bug (The Turn of a Friendly Card - 1980) – 4:27 – Strumentale
8. Eye in the Sky (Eye in the Sky - 1982) – 4:37 – Voce: Eric Woolfson
9. Mammagamma (Eye in the Sky - 1982) – 3:22 – Strumentale
10. Prime Time (Ammonia Avenue - 1984) – 2:24 – Voce: Eric Woolfson
11. Pipeline (Ammonia Avenue - 1984) – 3:57 – Strumentale
12. Don't Answer Me (Ammonia Avenue - 1984) – 4:09 – Voce: Eric Woolfson
13. Let's Talk About Me (Vulture Culture - 1985) – 4:22 – Voce principale: David Paton
14. Hawkeye (Vulture Culture - 1985) – 3:48 – Strumentale
15. Limelight (Stereotomy - 1986) – 4:39 – Voce: Gary Brooker
16. Urbania (Stereotomy - 1986) – 4:34 – Strumentale
17. Paseo de Gracia (Gaudi - 1987) – 3:44 – Strumentale

Durata totale: 68:49